# The Bevis Frond
The Bevis Frond ist eine britische Indie-Rock-Band aus London, die seit 1987 26 Alben mit Alternative Rock und Psychedelic Rock veröffentlichte.

## Geschichte
Der 1953 geborene Nick Saloman hatte noch als Schüler Ende der 1960er Jahre seine erste Band gleichen Namens. Nach 15 Jahren lokalen musikalischen Wirkens gab ihm 1982 ein schwerer Motorrad-Unfall den Start in eine ernsthafte professionelle Musiker-Laufbahn: Mit der in einem dreijährigen Prozess gegen die Stadt London erstrittenen Entschädigung für eine unbeleuchtete Baustelle zahlte er sein Haus ab und schaffte sich ein eigenes kleines Tonstudio an. Eher aus Spaß ließ er 250 Exemplare seines ersten Albums pressen, doch der Vertrieb Funhouse Records in Kent rief überraschend an und orderte 500 davon, da sie sich gut verkauften.
Salomans Ziel war nach eigener Aussage: „I wanted a Hendrix/Wipers/Byrds sound but with a distinctly British feel.“ Die folgenden Alben bis 1988 wurden ebenfalls im Heimstudio aufgenommen und auf dem eigenen Plattenlabel Woronzow publiziert. Dann bekam er einen Vertrag mit Reckless Records für Großbritannien und die USA.
Damit wurden alle frühen Alben auf CD wiederveröffentlicht und Reckless Records finanzierte Aufnahme und Erscheinen des sechsten Albums, Any Gas Faster (1990), wobei die Band erstmals ein professionelles Studio nutzte. Von da an begann die Band live zu touren. Ein weiteres Album aus dem Jahr 1990, Magic Eye, war eine Zusammenarbeit mit John Charles Alder, besser bekannt als Twink, und seiner Band Pink Fairies. Es erschien unter dem Namen Bevis and Twink. Auf dem nächsten Album, New River Head (1991), waren als Gastmusiker Barry Dransfield und David Tibet beteiligt. 1992 erschien London Stone; mit diesem Album war Reckless Records sehr unzufrieden. Nach dem daraufhin erfolgenden Bruch entschied Saloman, das Album auf dem eigenen Label Woronzow herauszubringen. Auch alle folgenden Alben sind dort erschienen.
Produktiv wie eh und je veröffentlichte Saloman stetig weitere Alben, bis zum Erscheinen von Hit Squad 2004. Ein paar Jahre zuvor unterzeichnete er einen Vertrag mit Past and Present für Großbritannien und mit Rubric Records für die USA, so dass die meisten der frühen Alben remastert und mit Bonustracks ausgestattet wiederveröffentlicht wurden.
Im Februar 2010 wurde eine Download-Website für The Bevis Frond gestartet, mit dem Ziel, das gesammelte Material von Bevis Frond für Musikfreunde in der bestmöglichen Qualität verfügbar zu machen. Außerdem sollten unveröffentlichte Tracks aus der gesamten Schaffenszeit Salomans digital verfügbar werden.
Die frühen Alben wurden gewöhnlich vom Multi-Instrumentalisten Saloman allein aufgenommen, erst die späteren mit weiteren Bandmitgliedern. Das meiste Songmaterial und die Produktion für die US-amerikanische Sängerin Mary Lou Lord stammt ebenfalls von Nick Salomon und seiner Band. Der Song Lights Are Changing erschien auf der Compilation Children of Nuggets: Original Artyfacts from the Second Psychedelic Era, 1976–1995.
Nach sieben Jahren kreativer Publikationspause veröffentlichte The Bevis Frond im Oktober 2011 ein neues Album, The Leaving of London. Aufgezeichnet wurde es in den Golddust Studios mit dem neuen Drummer Dave Pearce sowie Adrian Shaw und Paul Simmons. Eine Europa-Tournee wurde für das folgende halbe Jahr anberaumt. Im Januar 2012 fanden Konzerte in Deutschland statt.
Am 7. Dezember 2018 erschien mit „We’re your friends, man“ das 26. Studioalbum der Band mit fast 80 Minuten Spiellänge.

## Diskografie

### Alben
- 1987: Miasma (Woronzow Records)
- 1987: Inner Marshland (Woronzow Records)
- 1987: Bevis Through the Looking Glass (Woronzow Records)
- 1988: Acid Jam (Woronzow Records)
- 1988: Triptych, (Woronzow Records)
- 1989: Auntie Winnie Album (Reckless Records)
- 1989: Death Trip EP (Limited Edition 500 Copies)
- 1990: Any Gas Faster (Reckless Records)
- 1990: Ear Song (Reckless Records)
- 1991: Magic Eye (Woronzow Records)
- 1991: New River Head (Woronzow Records)
- 1992: A Gathering of Fronds (Reckless Records)
- 1992: London Stone (Woronzow Records)
- 1993: It Just Is (Woronzow Records)
- 1994: Sprawl (Woronzow Records)
- 1995: Superseeder (Woronzow Records)
- 1996: Son of Walter (Flydaddy Records)
- 1997: North Circular (Flydaddy Records)
- 1999: Vavona Burr (Flydaddy Records)
- 1999: Live At The Great American Music Hall (Flydaddy Records, Live-Album)
- 2000: Valedictory Songs, (Woronzow Records)
- 2002: What Did For The Dinosaurs (Woronzow Records)
- 2004: Hit Squad (Woronzow Records)
- 2011: The Leaving Of London (Woronzow Records)
- 2013: White Numbers (Woronzow Records)
- 2018: We’re Your Friends, Man (Fire Records)
- 2021: Little Eden (Fire Records)
- 2024: Focus on Nature (Fire Records)

### Singles
- Death Trip, Limited Edition EP, 500 copies (1990)
- Sexorcist (1990) Clawfist
- Snow EP (1991) Woronzow (frei als Beilage des Ptolemaic Terrascope magazine)
- High in a Flat (frei als Beilage des Bucketful of Brains magazine, gemeinsam mit Dream Syndicate)
- Cold Rain & Snow (on „A Psychedelic Psauna“ Sampler, 1991)
- Summer Holiday EP (1993) Woronzow
- Let’s Live For Today (1994) Helter Skelter
- Dolly Bug (1995) Damaged Goods
- Little Town Pier (1997) Spare Me
- African Violet (B-Seite von The Steppes) (1998)

### Saloman unter Pseudonym und Kollaborationen
- The von Trapp Family – Brand New Thrill single (1980) Woronzow
- Room 13 – Murder Mystery single (1982) Woronzow
- Nick & Nick and The Psychotic Drivers – Nick & Nick and The Psychotic Drivers (1988) Contempo Records
- Magic Muscle – Gulp album (1992) Woronzow
- Fred Bison Five – Beatroots album (1993) Woronzow
- Todd Dillingham & Nick Saloman – Art Into Dust CD (1993) Voiceprint
- Doctor Frond – Doctor Frond album (1998) Magic Gnome
- Country Joe McDonald and The Bevis Frond – Eat Flowers and Kiss Babies Album (1998) Woronzow
- Scorched Earth – Fed To Your Head album (2001) Woronzow
- Mary Lou Lord – „Lights To Change“ Song auf „Mary Lou Lord“
- Mary Lou Lord – „Baby Blue“ album 2004 (Rubric Records).